# 세인트로렌스만

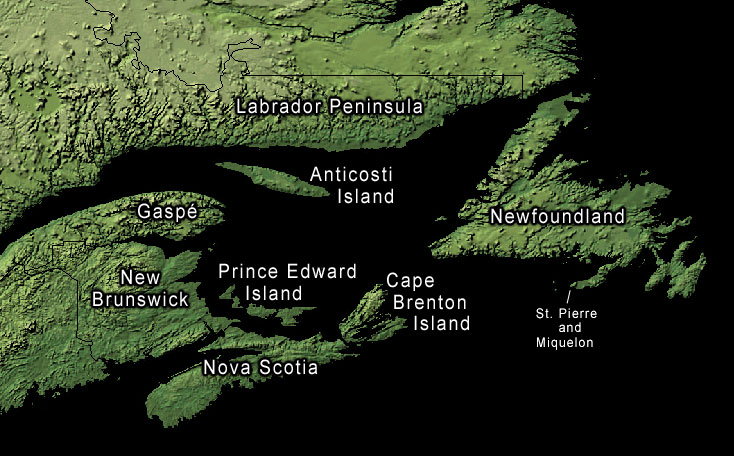
세인트로렌스만 지도

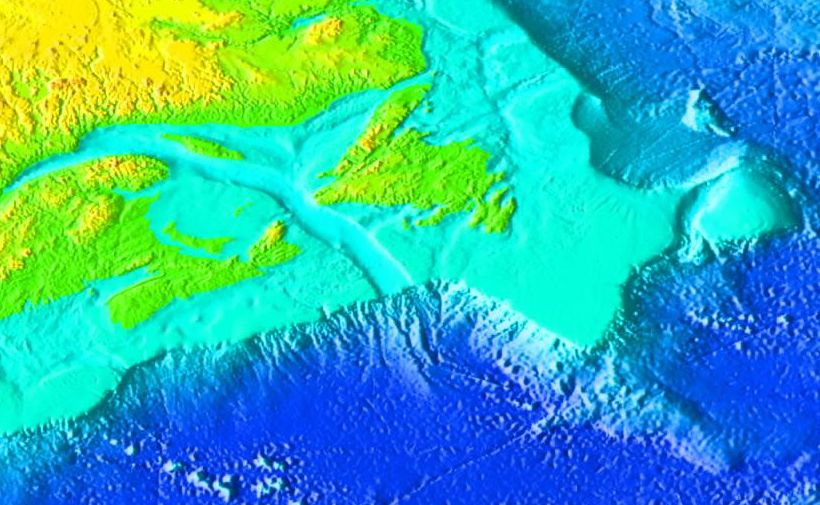
세인트로렌스만의 해저 지형

세인트로렌스만(gulf of Saint Lawrence, 프랑스어: golfe du Saint-Laurent)은 세인트로렌스강을 통해 오대호의 물이 대서양으로 흐르는 강 하구에 있는 만이다.
세인트로렌스강은 앙티코스티섬의 북쪽과 남쪽을 통해 만으로 흘러든다.
북쪽은 래브라도반도, 동쪽은 뉴펀들랜드섬, 남쪽은 노바스코샤주(케이프브레턴섬), 서쪽은 가스페반도와 뉴브런즈윅주로 둘러싸여 있다. 만 안에는 앙티코스티섬, 프린스에드워드섬, 마들렌느 제도가 있다.

## 같이 보기
- 앙티코스티섬
- 대서양
- 세인트로렌스 수로